# جون د. جونز
جون د. جونز (بالإنجليزية: John D. Jones) هو سياسي بريطاني وأمريكي، ولد في 26 يونيو 1923 في ويلز في المملكة المتحدة، وتوفي في 7 أكتوبر 2014. حزبياً، نشط في الحزب الجمهوري. وقد انتخب عضو مجلس نواب واشنطن.